# Kristina Winberg
Kristina Eva Martina Winberg, ursprungligen Olsson, född 27 maj 1965 i Mörrums församling i Blekinge län, är en svensk politiker, som var ledamot i Europaparlamentet för sverigedemokraterna men uteslöts ur partiet.

## Biografi
Winberg växte upp i Jönköping och Bottnaryd och tog i unga år sin mors flicknamn. Hon var tidigare gift med Tommy Svensson (född 1961) och har tre barn.

### Karriär
Kristina Winberg har varit annonssäljare på Jönköpings-Posten i åtta år, resesäljare i femton år och därefter arbetat som vårdbiträde.
Hon har varit ledamot i landstingsfullmäktige i Jönköpings län och kandiderade till riksdagen i valet 2010. Hon är sedan 2010 ledamot i kommunfullmäktige i Jönköpings kommun.
I maj 2014 valdes Winberg in i Europaparlamentet. Hon kandiderade i riksdagsvalet, blev invald i Sveriges riksdag den 29 september 2014, avgick från riksdagen samma dag på grund av sitt arbete i Europaparlamentet. Sedan Winberg avsagt sig uppdraget som riksdagsledamot utsågs Nina Kain till ny ordinarie riksdagsledamot från och med 30 september 2014.

### EU-parlamentariker 2014-2019
Kristina Winberg har varit parlamentariker i EU för partiet Sverigedemokraterna, ordinarie ledamot i Utskottet för medborgerliga fri- och rättigheter samt rättsliga och inrikes frågor samt för DMAS, delegationen för förbindelserna med Mashriqländerna. Winberg höll sitt första anförande i Europaparlamentet den 14 juli 2014, då hon föreslog att EU skulle införa tillfälliga gränskontroller inom ramen för Schengenregelverket. "Bara då kan vi hitta lösningar som flyttar resurserna dit där de behövs och hjälper folk på ort och ställe", sade Winberg i anförandet.
Utöver sina uppdrag som ordinarie ledamot var Winberg suppleant i Utskottet för konstitutionella frågor och DMAG, delegationen för förbindelserna med Maghrebländerna och Arabiska Maghrebunionen.

### Uteslutning ur Sverigedemokraterna
Den 19 maj 2019 meddelades det att Winberg blivit struken från Sverigedemokraternas lista i Europaparlamentsvalet 2019. Partiet motiverade petningen med att hänvisa till Winbergs, vad man anser, klandervärda och omdömeslösa uppförande. Det råder delade uppfattningar om varför hon uteslutits då det enligt Sverigedemokraternas ledning beror på att hon inte betett sig korrekt internt och varit illojal, medan media rapporterat att det beror på att hon reagerat på att hennes kollega i EU-parlamentet Peter Lundgren tafsat en kvinnlig medlem i Sverigedemokraterna på bröstet.